# Commission électorale fédérale
Pour les articles homonymes, voir FEC.
Ne doit pas être confondu avec Commission nationale des comptes de campagne et des financements politiques.
La commission électorale fédérale (Federal Election Commission, ou FEC) est une agence réglementaire indépendante des États-Unis, chargé d'administrer et de faire appliquer la loi sur le financement des élections fédérales dans ce pays.

## Historique
La FEC a été créé en 1975 par le congrès des États-Unis après l'amendement de 1974 apporté à la loi sur les campagnes électorales fédérales de 1971.
Elle est composée de six membres proposés par le président et approuvés par le Sénat des États-Unis effectuant un mandat de six ans. Elle ne peut être composée de plus de trois membres représentant le même parti.
La FEC se réunit toutes les semaines afin d'élaborer ou d'adopter de nouvelles règles, d'émettre des conseils, d'approuver les rapports relatifs à la vérification des comptes et de faire appliquer la législation sur le financement des campagnes électorales. Elle se réunit aussi à huis clos périodiquement en vue d'examiner les mesures à prendre pour faire respecter la législation et la réglementation en la matière.
Elle est habilitée à imposer des amendes en cas de violation des dispositions légales et réglementaires. Ces amendes se sont élevées à 11 millions de dollars pendant la période allant de 2001 à 2005 ; en 2009, la FEC a jugé 71 affaires et imposé des amendes totalisant 2 385 043 dollars et en 2010, 135 affaires ont été réglées pour 672 000 dollars d'amendes. En cas de violation flagrante et délibérée, elle s'adresse au département de la Justice des États-Unis qui peut décider d'intenter une action au pénal.
Depuis sa création, la FEC a relevé des milliers de violations commises par les candidats, dont le fait de ne pas s'inscrire et de ne pas soumettre les documents nécessaires dans les délais impartis ainsi que l'acceptation de contributions interdites. Ces contributions comprennent celles en provenance de sociétés, de syndicats et de ressortissants étrangers.

## Membres

### 2010
La commission est composée, en septembre 2010 de Matthew S. Petersen (président), Cynthia L. Bauerly (vice-présidente), Caroline C. Hunter, Donald F. McGahn II, Ellen L. Weintraub, Steven T. Walther.

### 2008
La commission est en octobre 2008 composée de Donald F. McGahn II (président), Steven T. Walther (vice-président), Cynthia L. Bauerly, Caroline C. Hunter, Matthew S. Petersen, Ellen L. Weintraub.

### 2006
Robert D. Lenhard (président - nommé en 2006), David M. Mason (vice-président - nommé en 2005), Hans A. von Spakovsky (membre - nommé en 2006), Steven T. Walther (membre - nommé en 2006), Ellen L. Weintraub (membre - nommée en 2006), sixième siège à pourvoir.